# إدوارد إم. لوسون
إدوارد إم. لوسون هو سياسي كندي، ولد في 24 سبتمبر 1929، وتوفي في 29 فبراير 2016. نشط حزبياً في الحزب الليبرالي الكندي. وقد انتخب عضو مجلس الشيوخ الكندي ‏.